# Bonsai č. 3
Bonsai č. 3 je česká folková skupina z Českých Budějovic. Je charakteristická svým obsazením violoncella.
Kapela, kterou v roce 1998 založili studenti Jihočeské univerzity, hraje folk s violoncellem. Zčásti rozvíjí odkaz folkové Bonsaie z 80. let. V roce 2018 získala skupina hlavní cenu poroty na festivalu Mohelnický dostavník a ve finále festivalu Porta Cenu Českého rozhlasu. . Kapela ke svému názvu připojila číslovku 3 proto, že po rozpadu původní Bonsaie vystupoval její člen František Stralczynský pod stejným názvem s jiným souborem. Hlavním melodickým prvkem v hudbě je cello. Kapela má ráda lehce poetické texty a baví ji hledat barevné vícehlasy. Kapela zatím vydala tři CD, Historka (2002), Z dlouhých poutí (2016) a Hořká letní noc (2023), kterým oslavila 25 let. Při koronakrizi připravila kapela několik sérií hraní do oken v jihočeských domovech pro seniory.

## Složení skupiny
- Václav Koblenc – zpěv, kytara, harmonika, flétny
- Petra Štroblová – violoncello, flétna
- Zuzana Králová – zpěv, kytara, rytmika, flétny
- Michal Štrobl – zpěv, kytara, hoboj, flétny
- Michal Šimík – zpěv, kontrabas[5][6]

Mezi zakládající členy patřil Jan Přeslička, který později založil skupinu Epydemye.

## Diskografie
- Hořká letní noc (LP, Galén, 2023) – umístilo se na 20. místě ankety Album roku 2023 rádia Proglas[7]

- Z dlouhých poutí (LP, Galén, 2016)[8]
- Demáč 2010 (demo, 2010)
- Proměna + Odzvonili ticho (demo, 2007)
- Historka (LP, 2002)[5]